# Sommer-Paralympics 2020/Leichtathletik
Bei den Sommer-Paralympics 2020 in Tokio wurden in insgesamt 167 Wettbewerben in der Leichtathletik Medaillen vergeben. Die Entscheidungen fielen zwischen dem 27. August und 5. September 2021.

## Ergebnisse Frauen

### 100 m
| Klasse    | Wettkampftag | Gold                            | Gold     | Silber                             | Silber   | Bronze                       | Bronze   |
| Klasse    | Wettkampftag | Name, Land, Klasse              | Zeit (s) | Name, Land, Klasse                 | Zeit (s) | Name, Land, Klasse           | Zeit (s) |
| --------- | ------------ | ------------------------------- | -------- | ---------------------------------- | -------- | ---------------------------- | -------- |
| T11       | 31. August   | VEN Linda Patricia Perez Lopez  | 12,05    | CHN Liu Cuiqing                    | 12,15    | Nicht vergeben               | –        |
| T12       | 2. September | CUB Omara Durand Elias          | 11,49    | UKR Oksana Boturtschuk             | 12,03    | CHN Liang Yanfen             | 12,51    |
| T13       | 31. August   | ESP Adiaratou Iglesias Forneiro | 11,49    | AZE Lamiya Valiyeva                | 11,99    | USA Kym Crosby               | 12,51    |
| T33/34    | 29. August   | GBR Hannah Cockroft             | 16,39    | GBR Kare Adenegan                  | 17,03    | AUS Robyn Lambird            | 18,68    |
| T35       | 27. August   | CHN Zhou Xia                    | 13,00    | AUS Isis Holt                      | 13,13    | GBR Maria Lyle               | 14,18    |
| T36       | 1. September | CHN Shi Yiting                  | 16,39    | RPC Elena Ivanova                  | 17,03    | AUS Danielle Aitchison       | 16,68    |
| T37       | 2. September | CHN Wen Xiaoyan                 | 13,00    | USA Jaleen Roberts                 | 13,16    | CHN Jiang Fenfen             | 13,17    |
| T38       | 28. August   | GBR Sophie Hahn                 | 12,43    | COL Darian Faisury Jimenez Sanchez | 12,49    | GER Lindy Ave                | 12,77    |
| T45/46/47 | 31. August   | VEN Lisbeli Vera Andrade        | 11,97    | USA Brittni Mason                  | 11,97    | USA Deja Young               | 12,21    |
| T53       | 1. September | CHN Gao Fang                    | 16,29    | CHN Zhou Hongzhuan                 | 16,48    | GBR Samantha Kinghorn        | 16,53    |
| T54       | 1. September | CHN Zhou Zhaoqian               | 15,90    | FIN Amanda Kotaja                  | 15,93    | USA Cheri Madsen             | 16,33    |
| T63       | 4. September | ITA Ambra Sabatini              | 14,11    | ITA Martina Caironi                | 14,46    | ITA Monica Contrafatto       | 14,73    |
| T64       | 3. September | NLD Marlene van Gansewinkel     | 12,78    | GER Irmgard Bensusan               | 12,89    | CAN Marissa Papaconstantinou | 13,07    |

### 200 m
| Klasse    | Wettkampftag | Gold                            | Gold     | Silber                                 | Silber   | Bronze                       | Bronze   |
| Klasse    | Wettkampftag | Name, Land, Klasse              | Zeit (s) | Name, Land, Klasse                     | Zeit (s) | Name, Land, Klasse           | Zeit (s) |
| --------- | ------------ | ------------------------------- | -------- | -------------------------------------- | -------- | ---------------------------- | -------- |
| T11       | 4. September | CHN Liu Cuiqing                 | 24,94    | BRA Thalita Vitoria Simplicio da Silva | 24,94    | BRA Jerusa Geber dos Santos  | 25,19    |
| T12       | 4. September | CUB Omara Durand Elias          | 23,02    | UKR Oksana Boturtschuk                 | 24,48    | RPC Anna Kulinitsch-Sorokina | 24,85    |
| T35       | 29. August   | CHN Zhou Xia                    | 27,17    | AUS Isis Holt                          | 27,94    | GBR Maria Lyle               | 30,24    |
| T36       | 29. August   | CHN Shi Yiting                  | 28,21    | NZL Danielle Aitchison                 | 29,88    | ARG Yanina Andrea Martinez   | 30,96    |
| T37       | 27. August   | CHN Wen Xiaoyang                | 26,58    | CHN Jiang Fenfen                       | 27,33    | FRA Mandy Francois-Elie      | 27,34    |
| T45/46/47 | 4. September | VEN Lisbeli Marina Vera Andrade | 24,52    | USA Brittni Mason                      | 25,00    | POL Alicja Fiodorow-Jeromin  | 25,05    |
| T64       | 31. August   | NED Marlene van Gansewinkel     | 26,22    | GER Irmgard Bensusan                   | 26,58    | NED Kimberly Alkemade        | 26,80    |

### 400 m
| Klasse    | Wettkampftag | Gold                    | Gold     | Silber                          | Silber   | Bronze                              | Bronze   |
| Klasse    | Wettkampftag | Name, Land, Klasse      | Zeit (s) | Name, Land, Klasse              | Zeit (s) | Name, Land, Klasse                  | Zeit (s) |
| --------- | ------------ | ----------------------- | -------- | ------------------------------- | -------- | ----------------------------------- | -------- |
| T11       | 28. August   | CHN Liu Cuiqing         | 56,25    | BRA Thalita Simplício           | 56,80    | COL Angie Lizeth Pabon Mamian       | 57,46    |
| T12       | 31. August   | CUB Omara Durand Elias  | 52,58    | UKR Oksana Boturtschuk          | 55,33    | VEN Alejandra Paola Pérez López     | 57,06    |
| T13       | 4. September | AZE Lamiya Valiyeva     | 55,00    | ESP Adiaratou Iglesias Forneiro | 55,53    | USA Kym Crosby                      | 56,79    |
| T20       | 31. August   | USA Breanna Clark       | 55,18    | UKR Julija Schuljar             | 56,18    | BRA Jardenia Felix Barbosa da Silva | 57,43    |
| T37       | 31. August   | CHN Jiang Fenfen        | 1:01,36  | UKR Natalija Kobsar             | 1:01,47  | RSA Sheryl James                    | 1:03,82  |
| T38       | 4. September | GER Lindy Ave           | 1:00,00  | RPC Margarita Gontscharowa      | 1:00,14  | COL Darian Faisury Jiménez Sánchez  | 1:00,17  |
| T45/46/47 | 28. August   | RSA Anrune Weyers       | 56,05    | VEN Lisbeli Marina Vera Andrade | 57,32    | RPC Anastassija Solowjewa           | 57,59    |
| T53       | 2. September | SUI Catherine Debrunner | 56,18    | GBR Samantha Kinghorn           | 57,25    | CHN Zhou Hongzhuan                  | 57,29    |
| T54       | 2. September | SUI Manuela Schär       | 53,59    | USA Cheri Madsen                | 53,91    | CHN Zhou Zhaoqian                   | 54,10    |

### 800 m
| Klasse | Wettkampftag | Gold                  | Gold       | Silber                | Silber     | Bronze                  | Bronze     |
| Klasse | Wettkampftag | Name, Land, Klasse    | Zeit (min) | Name, Land, Klasse    | Zeit (min) | Name, Land, Klasse      | Zeit (min) |
| ------ | ------------ | --------------------- | ---------- | --------------------- | ---------- | ----------------------- | ---------- |
| T33/34 | 4. September | TUN Walid Ktila       | 1:45,50    | UAE Mohamed Alhammadi | 1:45,59    | CHN Wang Yang           | 1:45,68    |
| T52/53 | 29. August   | AUS Madison De Rozari | 1:45,99    | CHN Zhou Hongzhuan    | 1:47,66    | SUI Catherine Debrunner | 1:47,90    |
| T54    | 29. August   | SUI Manuela Schär     | 1:42,81    | USA Tatyana McFadden  | 1:43,16    | USA Susannah Scaroni    | 1:44,43    |

### 1500 m
| Klasse | Wettkampftag | Gold                                 | Gold       | Silber                | Silber     | Bronze                    | Bronze     |
| Klasse | Wettkampftag | Name, Land, Klasse                   | Zeit (min) | Name, Land, Klasse    | Zeit (min) | Name, Land, Klasse        | Zeit (min) |
| ------ | ------------ | ------------------------------------ | ---------- | --------------------- | ---------- | ------------------------- | ---------- |
| T11    | 30. August   | MEX Monica Olivia Rodriguez Saavedra | 4:37,40    | RSA Louzanne Coetzee  | 4:40,96    | KEN Nancy Chelangat Koech | 4:45,58    |
| T12/13 | 28. August   | ETH Tigist Gezahagn Menigstu         | 4:23,24    | USA Liza Corso        | 4:30,67    | TUN Somaya Bousaid        | 4:31,78    |
| T20    | 3. September | POL Barbara Bieganowska-Zajac        | 4:27,84    | UKR Liudmyla Danylina | 4:32,82    | GBR Hannah Taunton        | 4:35,34    |
| T53/54 | 31. August   | CHN Zhou Zhaoqian                    | 3:27,63    | SUI Manuela Schär     | 3:28,01    | AUS Madison de Rozario    | 3:28,24    |

### 5000 m
| Klasse | Wettkampftag | Gold                 | Gold       | Silber             | Silber     | Bronze               | Bronze     |
| Klasse | Wettkampftag | Name, Land, Klasse   | Zeit (min) | Name, Land, Klasse | Zeit (min) | Name, Land, Klasse   | Zeit (min) |
| ------ | ------------ | -------------------- | ---------- | ------------------ | ---------- | -------------------- | ---------- |
| T53/54 | 28. August   | USA Susannah Scaroni | 10:52,57   | SUI Manuela Schär  | 11:00,50   | USA Tatyana McFadden | 11:15,13   |

### Marathon
| Klasse | Wettkampftag | Gold                   | Gold     | Silber             | Silber   | Bronze               | Bronze   |
| Klasse | Wettkampftag | Name, Land, Klasse     | Zeit (h) | Name, Land, Klasse | Zeit (h) | Name, Land, Klasse   | Zeit (h) |
| ------ | ------------ | ---------------------- | -------- | ------------------ | -------- | -------------------- | -------- |
| T11/12 | 5. September | JPN Misato Michishita  | 3:00:50  | RPC Elena Pautova  | 3:04:16  | RSA Louzanne Coetzee | 3:11:13  |
| T53/54 | 5. September | AUS Madison de Rozario | 1:38:11  | SUI Manuela Schär  | 1:38:12  | NED Nikita den Boer  | 1:38:16  |

### Weitsprung
| Klasse    | Wettkampftag | Gold                           | Gold      | Silber                   | Silber    | Bronze                      | Bronze    |
| Klasse    | Wettkampftag | Name, Land, Klasse             | Weite (m) | Name, Land, Klasse       | Weite (m) | Name, Land, Klasse          | Weite (m) |
| --------- | ------------ | ------------------------------ | --------- | ------------------------ | --------- | --------------------------- | --------- |
| T11       | 27. August   | BRA Silvania Costa de Oliveira | 5,00      | UZB Asila Mirzayorova    | 4,91      | UKR Julija Pawlenko         | 4,86      |
| T12       | 29. August   | UKR Oxana Zubkowska            | 5,54      | ESP Sara Martinez        | 5,38      | ALG Lynda Hamri             | 5,33      |
| T20       | 3. September | POL Karolina Kucharczyk        | 6,03      | RPC Aleksandra Ruchkina  | 5,49      | CRO Mikela Ristoski         | 5,46      |
| T37       | 29. August   | CHN Wen Xiaoyan                | 5,13      | USA Jaleen Roberts       | 4,65      | RPC Anna Saposchnikowa      | 4,56      |
| T38       | 31. August   | HUN Luca Ekler                 | 5,63      | RPC Margarita Goncharova | 5,26      | GBR Olivia Breen            | 4,91      |
| T45/46/47 | 3. September | NZL Anna Grimaldi              | 5,76      | RPC Aleksandra Moguchaia | 5,67      | ECU Kiara Rodriguez         | 5,63      |
| T63       | 2. September | AUS Vanessa Low                | 5,28      | ITA Martina Caironi      | 5,14      | SUI Elena Kratter           | 5,01      |
| T64       | 28. August   | NED Fleur Jong                 | 6,16      | FRA Marie-Amélie Le Fur  | 6,11      | NED Marlene van Gansewinkel | 5,78      |

### Kugelstoßen
| Klasse | Wettkampftag | Gold                             | Gold      | Silber                           | Silber    | Bronze                        | Bronze    |
| Klasse | Wettkampftag | Name, Land, Klasse               | Weite (m) | Name, Land, Klasse               | Weite (m) | Name, Land, Klasse            | Weite (m) |
| ------ | ------------ | -------------------------------- | --------- | -------------------------------- | --------- | ----------------------------- | --------- |
| F11/12 | 3. September | UZB Safiya Burxonova             | 14,78     | ITA Assunta Legnante             | 14,62     | MEX Rebeca Valenzuela Álvarez | 13,72     |
| F20    | 29. August   | ECU Poleth Isamar Mendes Sanchez | 14,39     | UKR Anastasija Mysnyk            | 14,16     | ECU Anais Mendez              | 14,06     |
| F32    | 1. September | UKR Anastasiia Moskalenko        | 7,61      | POL Róża Kozakowska              | 7,37      | RPC Evgeniia Galaktionova     | 6,80      |
| F33    | 2. September | ALG Asmahane Boudjadar           | 7,10      | MAR Fouzia El Kassioui           | 6,72      | AUS Maria Strong              | 6,63      |
| F34    | 31. August   | CHN Zou Lijuan                   | 9,19      | POL Lucyna Kornobys              | 8,60      | MAR Saida Amoudi              | 8,21      |
| F35    | 2. September | UKR Mariia Pomazan               | 12,24     | BRA Marivana Oliveira da Nobrega | 9,15      | CZE Anna Luxová               | 8,60      |
| F36    | 1. September | RPC Galina Lipatnikova           | 11,03     | ESP Miriam Martínez Rico         | 9,62      | CHN Wu Qing                   | 9,36      |
| F37    | 28. August   | NZL Lisa Adams                   | 15,12     | CHN Mi Na                        | 13,69     | CHN Li Yingli                 | 13,33     |
| F40    | 4. September | POL Renata Śliwińska             | 8,75      | TUN Nourhein Belhaj Salem        | 8,33      | NGR Lauritta Onye             | 8,29      |
| F41    | 27. August   | TUN Raoua Tlili                  | 10,55     | COL Mayerli Buitrago Ariza       | 9,94      | ARG Antonella Ruiz Diaz       | 9,50      |
| F54    | 30. August   | CHI Francisca Mardones Sepulveda | 8,33      | MEX Gloria Zarza Guadarrama      | 8,06      | UZB Nurkhon Kurbanova         | 7,77      |
| F56/57 | 2. September | ALG Safia Djelal                 | 11,29     | CHN Xu Mian                      | 10,81     | NGR Eucharia Iyiazi           | 10,40     |

### Diskuswurf
| Klasse    | Wettkampftag | Gold                          | Gold      | Silber               | Silber    | Bronze                           | Bronze    |
| Klasse    | Wettkampftag | Name, Land, Klasse            | Weite (m) | Name, Land, Klasse   | Weite (m) | Name, Land, Klasse               | Weite (m) |
| --------- | ------------ | ----------------------------- | --------- | -------------------- | --------- | -------------------------------- | --------- |
| F11       | 31. August   | CHN Zhang Liangmin            | 40,83     | ITA Assunta Legnante | 40,25     | COL Yesenia María Restrepo Muñoz | 36,11     |
| F37/38    | 4. September | CHN Mi Na                     | 38,50     | CHN Li Yingli        | 33,73     | MEX Rosa Carolina Castro Castro  | 33,73     |
| F40/41    | 1. September | TUN Raoua Tlili               | 37,91     | MAR Youssra Karim    | 37,35     | MAR Hayat El Garaa               | 29,30     |
| F51/52/53 | 30. August   | BRA Elizabeth Rodrigues Gomes | 17,62     | UKR Iana Lebjedjewa  | 15,48     | UKR Soja Owsij                   | 14,37     |
| F54/55    | 27. August   | CHN Dong Feixia               | 26,64     | LAT Diana Dadzite    | 25,02     | MEX Rosa Maria Guerrero Cazares  | 24,11     |
| F56/57    | 28. August   | UZB Mokhigul Khamdamova       | 31,46     | ALG Nassima Saifi    | 30,81     | BRA Julyana Cristina da Silva    | 30,49     |
| T62/64    | 29. August   | CHN Yao Juan                  | 44,73     | CHN Yang Yue         | 40,48     | AUS Sarah Edmiston               | 37,85     |

### Speerwurf
| Klasse | Wettkampftag | Gold                     | Gold      | Silber                   | Silber    | Bronze                 | Bronze    |
| Klasse | Wettkampftag | Name, Land, Klasse       | Weite (m) | Name, Land, Klasse       | Weite (m) | Name, Land, Klasse     | Weite (m) |
| ------ | ------------ | ------------------------ | --------- | ------------------------ | --------- | ---------------------- | --------- |
| F12/13 | 28. August   | UZB Nozimakhon Kayumova  | 42,59     | CHN Zhao Yuping          | 41,85     | BLR Lisaweta Pjatrenka | 38,99     |
| F33/34 | 29. August   | CHN Zou Lijuan           | 22,28     | GER Frances Herrmann     | 17,72     | FIN Marjaana Heikkinen | 17,47     |
| F45/46 | 3. September | NZL Holly Robinson       | 40,99     | NED Noëlle Roorda        | 40,06     | GBR Hollie Arnold      | 39,73     |
| F53/54 | 4. September | NGR Flora Ugwunwa        | 19,39     | UZB Nurkhon Kurbanova    | 18,38     | CHN Yang Liwan         | 17,83     |
| F55/56 | 31. August   | IRI Hashemiyeh Motaghian | 24,50     | BRA Raíssa Rocha Machado | 24,39     | LAT Diāna Dadzīte      | 24,22     |

### Keulenwurf
| Klasse | Wettkampftag | Gold                | Gold      | Silber                     | Silber    | Bronze             | Bronze    |
| Klasse | Wettkampftag | Name, Land, Klasse  | Weite (m) | Name, Land, Klasse         | Weite (m) | Name, Land, Klasse | Weite (m) |
| ------ | ------------ | ------------------- | --------- | -------------------------- | --------- | ------------------ | --------- |
| F32    | 27. August   | POL Róża Kozakowska | 28,74     | UKR Anastassija Moskalenko | 24,73     | ALG Mounia Gasmi   | 23,29     |
| F51    | 3. September | UKR Zoia Ovsii      | 25,12     | USA Cassie Mitchell        | 24,18     | RPC Elena Gorlova  | 24,08     |

## Ergebnisse Männer

### 100 m
| Klasse    | Wettkampftag | Gold                             | Gold     | Silber                           | Silber   | Bronze                                 | Bronze   |
| Klasse    | Wettkampftag | Name, Land, Klasse               | Zeit (s) | Name, Land, Klasse               | Zeit (s) | Name, Land, Klasse                     | Zeit (s) |
| --------- | ------------ | -------------------------------- | -------- | -------------------------------- | -------- | -------------------------------------- | -------- |
| T11       | 2. September | GRE Athanasios Ghavelas          | 10,82    | FRA Timothée Adolphe             | 10,90    | CHN Di Dongdong                        | 11,03    |
| T12       | 29. August   | NOR Salum Ageze Kashafali        | 10,43    | USA Noah Malone                  | 10,66    | RPC Roman Tarasow                      | 10,88    |
| T13       | 29. August   | IRL Jason Smyth                  | 10,53    | ALG Skander Djamil Athmani       | 10,54    | COL Jean Carlos Mina Aponza            | 10,64    |
| T33       | 30. August   | GBR Andrew Small                 | 17,73    | KUW Ahmad Almutairi              | 17,83    | GBR Harri Jenkins                      | 18,55    |
| T34       | 30. August   | TUN Walid Ktila                  | 15,01    | AUS Rheed McCracken              | 15,37    | UAE Mohamed Alhammadi                  | 15,66    |
| T35       | 30. August   | RPC Dmitri Safronow              | 11,39    | UKR Ihor Zwjetow                 | 11,47    | RPC Artem Kalaschjan                   | 11,75    |
| T36       | 4. September | CHN Deng Peicheng                | 11,85    | AUS James Turner                 | 12,00    | ARG Alexis Sebastian Chavez            | 12,02    |
| T37       | 27. August   | USA Nick Mayhugh                 | 10,95    | RPC Andrei Wdowin                | 11,18    | INA Saptoyoga Purnomo                  | 11,31    |
| T38       | 28. August   | GBR Thomas Young                 | 10,94    | CHN Zhu Dening                   | 11,00    | AUS Evan O’Hanlon                      | 11,00    |
| T45/46/47 | 27. August   | BRA Petrucio Ferreira dos Santos | 10,53    | POL Michał Derus                 | 10,61    | BRA Washington Junior                  | 10,68    |
| T51       | 4. September | BEL Peter Genyn                  | 20,33    | FIN Toni Piispanen               | 20,68    | BEL Roger Habsch                       | 20,76    |
| T52       | 3. September | USA Raymond Martin               | 16,99    | JPN Yuki Oya                     | 17,18    | MEX Leonardo De Jesus Perez Juarez     | 17,44    |
| T53       | 1. September | THA Pongsakorn Paeyo             | 14,20    | CAN Brent Lakatos                | 14,55    | SAU Abdulrahman Al-Qurashi             | 14,76    |
| T54       | 1. September | THA Athiwat Paeng-nuea           | 13,76    | FIN Leo-Pekka Tähti              | 13,85    | MEX Juan Pablo Cervantes García        | 13,87    |
| T63       | 30. August   | RPC Anton Prochorow              | 12,04    | BRA Vinicius Goncalves Rodrigues | 12,05    | GER Léon Schäfer                       | 12,22    |
| T64       | 30. August   | GER Felix Streng                 | 10,76    | CRC Sherman Isidro Guity Guity   | 10,78    | GER Johannes Floors GBR Jonnie Peacock | 10,79    |

### 200 m
| Klasse | Wettkampftag | Gold                           | Gold     | Silber                | Silber   | Bronze                        | Bronze   |
| Klasse | Wettkampftag | Name, Land, Klasse             | Zeit (s) | Name, Land, Klasse    | Zeit (s) | Name, Land, Klasse            | Zeit (s) |
| ------ | ------------ | ------------------------------ | -------- | --------------------- | -------- | ----------------------------- | -------- |
| T35    | 4. September | RPC Dmitrii Safronov           | 23,00    | UKR Ihor Tsvietov     | 23,25    | RPC Artem Kalashian           | 23,75    |
| T37    | 4. September | USA Nick Mayhugh               | 21,91    | RPC Andrey Vdovin     | 22,24    | BRA Ricardo Gomes de Mendonça | 22,62    |
| T51    | 31. August   | FIN Toni Piispanen             | 36,81    | BEL Peter Genyn       | 37,11    | BEL Roger Habsch              | 38,33    |
| T61    | 3. September | RSA Ntando Mahlangu            | 23,59    | GBR Richard Whitehead | 23,99    | GER Ali Lacin                 | 24,64    |
| T64    | 4. September | CRC Sherman Isidro Guity Guity | 21,43    | GER Felix Streng      | 21,78    | USA Jarryd Wallace            | 22,09    |

### 400 m
| Klasse    | Wettkampftag | Gold                             | Gold     | Silber                     | Silber   | Bronze                  | Bronze   |
| Klasse    | Wettkampftag | Name, Land, Klasse               | Zeit (s) | Name, Land, Klasse         | Zeit (s) | Name, Land, Klasse      | Zeit (s) |
| --------- | ------------ | -------------------------------- | -------- | -------------------------- | -------- | ----------------------- | -------- |
| T11       | 29. August   | ESP Gerard Descarrega Puigdevall | 50,42    | NAM Ananias Shikongo       | 51,14    | FRA Gauthier Makunda    | 51,74    |
| T12       | 2. September | MAR Abdeslam Hili                | 47,59    | USA Noah Malone            | 47,93    | TUN Rouay Jebabli       | 48,93    |
| T13       | 2. September | ALG Skander Djamil Athmani       | 46,70    | MAR Mohamed Amguoun        | 47,70    | NAM Johannes Nambala    | 48,76    |
| T20       | 31. August   | FRA Charles-Antoine Kouakou      | 47,63    | VEN Luis Rodriguez Bolivar | 47,71    | GBR Columba Blango      | 47,81    |
| T36       | 31. August   | AUS James Turner                 | 52,80    | RPC Evgenii Shvetcov       | 53,60    | NZL William Stedman     | 54,75    |
| T37       | 1. September | RPC Andrey Vdovin                | 49,34    | USA Nick Mayhugh           | 50,26    | RPC Chermen Kobesov     | 50,44    |
| T38       | 31. August   | MEX Jose Rodolfo Chessani        | 49,99    | TUN Mohamed Farhat Chida   | 50,33    | CAN Zachary Gingras     | 50,85    |
| T45/46/47 | 4. September | MAR Ayoub Sadni                  | 47,38    | BRA Thomaz Ruan de Moraes  | 47,87    | BRA Petrúcio Ferreira   | 48,04    |
| T51/52    | 27. August   | JPN Tomoki Sato                  | 55,39    | USA Raymond Martin         | 55,59    | JPN Hirokazu Ueyonabaru | 59,95    |
| T53       | 29. August   | THA Pongsakorn Paeyo             | 46,61    | CAN Brent Lakatos          | 46,75    | RPC Witali Grizenko     | 49,41    |
| T54       | 29. August   | USA Daniel Romanchuk             | 45,72    | THA Athiwat Paeng-Nuea     | 45,73    | CHN Yunqiang Dai        | 46,20    |
| T62       | 3. September | GER Johannes Floors              | 45,85    | NED Olivier Hendriks       | 47,95    | USA Hunter Woodhall     | 48,61    |

### 800 m
| Klasse | Wettkampftag | Gold                 | Gold       | Silber                | Silber     | Bronze              | Bronze     |
| Klasse | Wettkampftag | Name, Land, Klasse   | Zeit (min) | Name, Land, Klasse    | Zeit (min) | Name, Land, Klasse  | Zeit (min) |
| ------ | ------------ | -------------------- | ---------- | --------------------- | ---------- | ------------------- | ---------- |
| T33/34 | 4. September | TUN Walid Ktila      | 1:45,50    | UAE Mohamed Alhammadi | 1:45,59    | CHN Wang Yang       | 1:45,68    |
| T53    | 2. September | THA Pongsakorn Paeyo | 1:36,07    | CAN Brent Lakatos     | 1:36,32    | FRA Pierre Fairbank | 1:39,67    |
| T54    | 2. September | SUI Marcel Hug       | 1:33,68    | CHN Dai Yunqiang      | 1:34,11    | THA Saichon Konjen  | 1:34,19    |

### 1500 m
| Klasse | Wettkampftag | Gold                      | Gold       | Silber                    | Silber     | Bronze                  | Bronze     |
| Klasse | Wettkampftag | Name, Land, Klasse        | Zeit (min) | Name, Land, Klasse        | Zeit (min) | Name, Land, Klasse      | Zeit (min) |
| ------ | ------------ | ------------------------- | ---------- | ------------------------- | ---------- | ----------------------- | ---------- |
| T11    | 31. August   | BRA Yeltsin Jacques       | 3:57,60    | JPN Shinya Wada           | 4:05,27    | RPC Fedor Rudakov       | 4:05,55    |
| T12/13 | 31. August   | RPC Anton Kuliatin        | 3:54,04    | TUN Rouay Jebabli         | 3:54,55    | AUS Jaryd Clifford      | 3:54,69    |
| T20    | 3. September | GBR Owen Miller           | 3:54,57    | RPC Alexandr Rabotnitskii | 3:55,78    | ITA Ndiaga Dieng        | 3:57,24    |
| T37/38 | 4. September | CAN Nathan Riech          | 3:58,92    | ALG Abdelkrim Krai        | 4:03,07    | AUS Deon Kenzie         | 4:03,76    |
| T45/46 | 28. August   | RPC Alexander Jaremtschuk | 3:52,08    | BUL Christijan Stojanow   | 3:52,63    | UGA David Emong         | 3:53,51    |
| T51/52 | 29. August   | JPN Tomoki Sato           | 3:29,13    | USA Raymond Martin        | 3:29,72    | JPN Hirokazu Ueyonabaru | 3:44,17    |
| T53/54 | 31. August   | SUI Marcel Hug            | 2:49,55    | THA Prawat Wahoram        | 2:50,20    | THA Putharet Khongrak   | 2:50,68    |

### 5000 m
| Klasse | Wettkampftag | Gold                         | Gold       | Silber             | Silber     | Bronze                | Bronze     |
| Klasse | Wettkampftag | Name, Land, Klasse           | Zeit (min) | Name, Land, Klasse | Zeit (min) | Name, Land, Klasse    | Zeit (min) |
| ------ | ------------ | ---------------------------- | ---------- | ------------------ | ---------- | --------------------- | ---------- |
| T11    | 27. August   | BRA Yeltsin Jacques          | 15:13,62   | JPN Kenya Karasawa | 15:18,12   | JPN Shinya Wada       | 15:21,03   |
| T12/13 | 28. August   | ESP Yassine Ouhdadi El Ataby | 14:34,13   | AUS Jaryd Clifford | 14:35,52   | RPC Alexander Kostin  | 14:37,42   |
| T53/54 | 28. August   | SUI Marcel Hug               | 10:29,90   | CAN Brent Lakatos  | 10:30,19   | THA Putharet Khongrak | 10:30,37   |

### Marathon
| Klasse    | Wettkampftag | Gold                 | Gold     | Silber                          | Silber   | Bronze                | Bronze   |
| Klasse    | Wettkampftag | Name, Land, Klasse   | Zeit (h) | Name, Land, Klasse              | Zeit (h) | Name, Land, Klasse    | Zeit (h) |
| --------- | ------------ | -------------------- | -------- | ------------------------------- | -------- | --------------------- | -------- |
| T12/13    | 5. September | MAR El Amin Chentouf | 2:21:43  | AUS Jaryd Clifford              | 2:26:09  | JPN Tadashi Horikoshi | 2:28:01  |
| T45/46    | 5. September | CHN Li Chaoyan       | 2:25:50  | BRA Alex Douglas Pires da Silva | 2:27:00  | JPN Tsutomu Nagata    | 2:29:33  |
| T52/53/54 | 5. September | SUI Marcel Hug       | 1:24:02  | CHN Zhang Yong                  | 1:24:22  | USA Daniel Romanchuk  | 1:29:05  |

### Hochsprung
| Klasse    | Wettkampftag | Gold                          | Gold      | Silber                           | Silber    | Bronze                  | Bronze    |
| Klasse    | Wettkampftag | Name, Land, Klasse            | Weite (m) | Name, Land, Klasse               | Weite (m) | Name, Land, Klasse      | Weite (m) |
| --------- | ------------ | ----------------------------- | --------- | -------------------------------- | --------- | ----------------------- | --------- |
| T45/46/47 | 29. August   | USA Roderick Townsend-Roberts | 2,15      | IND Nishad Kumar USA Dallas Wise | 2,06 2,06 | Geteilte Silbermedaille |           |
| T63       | 31. August   | USA Sam Grewe                 | 1,88      | IND Mariyappan Thangavelu        | 1,83      | IND Sharad Kumar        | 1,83      |
| T64       | 3. September | GBR Jonathan Broom-Edwards    | 2,10      | IND Praveen Kumar                | 2,04      | POL Maciej Lepiato      | 2,04      |

### Weitsprung
| Klasse    | Wettkampftag | Gold                             | Gold      | Silber                        | Silber    | Bronze                         | Bronze    |
| Klasse    | Wettkampftag | Name, Land, Klasse               | Weite (m) | Name, Land, Klasse            | Weite (m) | Name, Land, Klasse             | Weite (m) |
| --------- | ------------ | -------------------------------- | --------- | ----------------------------- | --------- | ------------------------------ | --------- |
| T11       | 27. August   | CHN Di Dongdong                  | 6,47      | USA Lex Gillette              | 6,17      | FRA Ronan Pallier              | 6,15      |
| T12       | 30. August   | IRI Amir Khosravani              | 7,21      | CUB Leinier Savon Pineda      | 7,16      | AZE Said Najafzade             | 7,03      |
| T13       | 4. September | AZE Orkhan Aslanov               | 7,36      | ESP Iván José Cano Blanco     | 7,04      | USA Isaac Jean-Paul            | 6,93      |
| T20       | 4. September | MAS Evgenii Torsunov             | 7,45      | GRE Athanasios Prodromou      | 7,17      | AUS Nicholas Hum               | 7,12      |
| T36       | 30. August   | RPC Jewgeni Torsunow             | 5,76      | NZL William Stedman           | 5,64      | UKR Roman Pawlyk               | 5,63      |
| T37       | 2. September | UKR Vladyslav Zahrebelnyi        | 6,59      | ARG Brian Lionel Impellizzeri | 6,44      | BRA Mateus Evangelista Cardoso | 6,05      |
| T38       | 1. September | CHN Zhu Dening                   | 7,13      | CHN Zhong Huanghao            | 6,80      | COL José Gregorio Lemos        | 6,78      |
| T45/46/47 | 31. August   | CUB Robiel Yankiel Sol Cervantes | 7,46      | USA Roderick Townsend-Roberts | 7,43      | RPC Nikita Kotukov             | 7,34      |
| T61/63    | 28. August   | RSA Ntando Mahlangu              | 7,17      | GER Léon Schäfer              | 7,12      | DEN Daniel Wagner              | 7,07      |
| T64       | 1. September | GER Markus Rehm                  | 8,18      | FRA Dimitri Pavadé            | 7,39      | USA Trenten Merrill            | 7,08      |

### Kugelstoßen
| Klasse | Wettkampftag | Gold                    | Gold       | Silber                          | Silber    | Bronze                                  | Bronze    |
| Klasse | Wettkampftag | Name, Land, Klasse      | Weite (m)  | Name, Land, Klasse              | Weite (m) | Name, Land, Klasse                      | Weite (m) |
| ------ | ------------ | ----------------------- | ---------- | ------------------------------- | --------- | --------------------------------------- | --------- |
| F11    | 30. August   | IRI Mahdi Olad          | 14,43      | BRA Alessandro Rodrigo da Silva | 13,89     | ITA Oney Tapia                          | 13,60     |
| F12    | 28. August   | ESP Kim Lopez Gonzalez  | 17,04      | UKR Roman Danyljuk              | 16,53     | UZB Elbek Sultonov                      | 15,94     |
| F20    | 31. August   | UKR Maksym Koval        | 17,33      | UKR Oleksandr Yarovyi           | 17,30     | GRE Efstratios Nikolaidis               | 15,93     |
| F32    | 31. August   | CHN Liu Li              | 12,97      | RPC Aleksei Churkin             | 11,31     | OMA Mohammed Al Mashaykhi               | 10,84     |
| F33    | 4. September | MAR Zakariae Derhem     | 11,37      | ALG Kamel Kardjena              | 11,34     | CRO Deni Černi                          | 11,25     |
| F34    | 4. September | JOR Ahmad Hindi         | 12,25      | MAR Azeddine Nouiri             | 11,55     | QAT Abdulrahman Abdulqadir Fiqi         | 11,36     |
| F35    | 2. September | UZB Khusniddin Norbekov | 16,13      | ARG Hernán Emanuel Urra         | 15,90     | CHN Fu Xinhan                           | 15,41     |
| F36    | 31. August   | RPC Vladimir Sviridov   | 16,67      | TUN Yassine Guenichi            | 15,12     | GER Sebastian Dietz                     | 14,81     |
| F37    | 27. August   | RPC Albert Chintschagow | 15,78      | TUN Ahmed Ben Moslah            | 14,50     | BRA João Victor Teixeira de Souza Silva | 14,45     |
| F40    | 29. August   | RPC Denis Gnesdilow     | 11,16      | IRQ Garrah Tnaiash              | 11,15     | POR Miguel Marques Monteiro             | 10,76     |
| F41    | 30. August   | UZB Bobirjon Omonov     | 14,06 (OR) | USA Hagan Landry                | 13,88     | GER Niko Kappel                         | 13,30     |
| F45/46 | 1. September | CAN Greg Stewart        | 16,75      | RPC Nikita Prokhorov            | 16,29     | USA Joshua Cinnamo                      | 15,90     |
| F53    | 29. August   | AZE Elvin Astanov       | 8,77       | IRI Alireza Mokhtari Hemami     | 8,48      | CZE Ales Kisy                           | 8,25      |
| F54/55 | 27. August   | BRA Wallace Santos      | 12,63      | BUL Ruzhdi Ruzhdi               | 12,23     | POL Lech Stoltman                       | 12,15     |
| F56/57 | 3. September | CHN Wu Guoshan          | 15,00      | BRA Marco Aurélio Borges        | 14,85     | BRA Thiago Paulino dos Santos           | 14,77     |
| F61/63 | 4. September | GBR Aled Davies         | 15,33      | IRI Sajad Mohammadian           | 14,88     | KUW Faisal Sorour                       | 14,13     |

### Diskuswurf
| Klasse    | Wettkampftag | Gold                             | Gold      | Silber               | Silber    | Bronze                                  | Bronze    |
| Klasse    | Wettkampftag | Name, Land, Klasse               | Weite (m) | Name, Land, Klasse   | Weite (m) | Name, Land, Klasse                      | Weite (m) |
| --------- | ------------ | -------------------------------- | --------- | -------------------- | --------- | --------------------------------------- | --------- |
| F11       | 2. September | BRA Alessandro Rodrigo da Silva  | 43,16     | IRI Mahdi Olad       | 40,60     | ITA Oney Tapia                          | 39,52     |
| F37       | 3. September | PAK Haider Ali                   | 55,26     | UKR Mykola Zhabnyak  | 52,43     | BRA João Victor Teixeira de Souza Silva | 51,86     |
| F51/52    | 29. August   | POL Piotr Kosewicz               | 20,02     | CRO Velimir Sandor   | 19,98     | LAT Aigars Apinis                       | 19,54     |
| F54/55/56 | 30. August   | BRA Claudiney Dos Santos Batista | 45,59     | IND Yogesh Kathuniya | 44,38     | CUB Leonardo Diaz Aldana                | 43,36     |
| F62/64    | 2. September | USA Jeremy Campbell              | 60,22     | CRO Ivan Katanušić   | 55,06     | GBR Dan Greaves                         | 53,56     |

### Speerwurf
| Klasse       | Wettkampftag | Gold                                   | Gold      | Silber                 | Silber    | Bronze                            | Bronze    |
| Klasse       | Wettkampftag | Name, Land, Klasse                     | Weite (m) | Name, Land, Klasse     | Weite (m) | Name, Land, Klasse                | Weite (m) |
| ------------ | ------------ | -------------------------------------- | --------- | ---------------------- | --------- | --------------------------------- | --------- |
| F12/13       | 2. September | GBR Daniel Pembroke                    | 69,52     | IRI Ali Pirouj         | 64,30     | ESP Héctor Cabrera                | 61,13     |
| F33/34       | 1. September | IRI Saeid Afrooz                       | 40,05     | COL Mauricio Valencia  | 37,84     | COL Diego Fernando Meneses Medina | 37,11     |
| F38          | 27. August   | COL Jose Gregorio Lemos Rivas          | 60,31     | UKR Wladyslaw Bilyj    | 55,34     | COL Luis Fernando Lucumi Villegas | 54,63     |
| F40/41       | 4. September | CHN Sun Pengxiang                      | 47,13     | IRI Sadegh Beit Sayah  | 43,35     | IRQ Wildan Nukhailawi             | 41,39     |
| F45/46       | 30. August   | SRI Dinesh Priyan Herath Mudiyanselage | 67,79     | IND Devendra Jhajharia | 64,35     | IND Sundar Singh Gurjar           | 64,01     |
| F53/54       | 3. September | IRI Hamed Amiri                        | 31,35     | RPC Alexey Kuznetsov   | 31,19     | USA Justin Phongsavanh            | 31,09     |
| F56/57       | 28. August   | AZE Hamed Heidari                      | 51,42     | IRI Amanolah Papi      | 49,56     | BRA Cicero Valdiran Lins Nobre    | 48,93     |
| F61/62/63/64 | 30. August   | IND Sumit Sumit                        | 68,55     | AUS Michal Burian      | 66,29     | SRI Dulan Kodithuwakku            | 65,61     |

### Keulenwurf
| Klasse | Wettkampftag | Gold               | Gold      | Silber                        | Silber    | Bronze             | Bronze    |
| Klasse | Wettkampftag | Name, Land, Klasse | Weite (m) | Name, Land, Klasse            | Weite (m) | Name, Land, Klasse | Weite (m) |
| ------ | ------------ | ------------------ | --------- | ----------------------------- | --------- | ------------------ | --------- |
| F32    | 28. August   | CHN Liu Li         | 45,39     | GRE Athanasios Konstantinidis | 38,68     | ALG Walid Ferhah   | 35,34     |
| F51    | 1. September | RPC Musa Taimazov  | 35,42     | SRB Željko Dimitrijević       | 35,29     | SVK Marián Kuřeja  | 30,66     |

## Universalstaffel

### 4 × 100 m
Die noch 2016 in Rio de Janeiro ausgetragene 4 ×100-m-Prothesenstaffel wurde durch die Universalstaffel mit zwei Männern und zwei Frauen ersetzt, die sich aus einem sehbehinderten Athleten, einem Prothesenläufer, einem Sportler mit Spastiken sowie einem Rennrollstuhlfahrer zusammensetzt.
| Klasse | Wettkampftag | Gold                                                                | Gold     | Silber                                                          | Silber   | Bronze                                                            | Bronze   |
| Klasse | Wettkampftag | Name, Land, Klasse                                                  | Zeit (s) | Name, Land, Klasse                                              | Zeit (s) | Name, Land, Klasse                                                | Zeit (s) |
| ------ | ------------ | ------------------------------------------------------------------- | -------- | --------------------------------------------------------------- | -------- | ----------------------------------------------------------------- | -------- |
|        | 3. September | USA - Noah Malone - Brittni Mason - Nick Mayhugh - Tatyana McFadden | 45,52    | GBR - Libby Clegg - Jonnie Peacock - Ali Smith - Nathan Maguire | 47,50    | JPN - Uran Sawada - Kengo Oshima - Yuka Takamatsu - Tomoki Suzuki | 47,98    |